# Tarsiiforme
Tarsiiformele (Tarsiiformes) sau tarsioideele (Tarsioidea) este un infraordin de primate arboricole nocturne, reprezentate în prezent numai prin câteva specii grupate într-o singură familie – Tarsiidae, răspândite în insulele din Asia de Sud-Est: Sumatra, Borneo, Sulawesi, și o parte din Insulele Filipine. În eocen trăiau în Europa și America de Nord numeroase genuri de tarsioidee. Formele primitive ale acestui grup sunt înrudite cu lemurienii și, la rândul lor, sunt considerate a fi strămoșii simienilor. Din ele au derivat în mod independent platirinienii, catarinienii și tarsioideele actuale. Au mărimea unui șobolan. Capul este relativ mare și rotund, botul scurt, urechile mici. Ochii sunt deosebit de mari, rotunzi, foarte apropiați unul de altul și îndreptați înainte. Gâtul este foarte scurt, iar pieptul lat. Fața este acoperită ca și restul corpului cu păr scurt. Picioarele anterioare sunt scurte, picioarele posterioare foarte lungi, datorită alungirii tarsului,  și adaptate la salt. Picioarele sunt foarte specializate, cu degete lungi, prevăzute la vârf cu perinițe adezive (ventuze) deosebit de mari și cu unghii late, cu excepția degetelor II și III de la picioarele posterioare, care sunt prevăzute cu gheare puternice, ascuțite și îndreptate în sus. Policele (degetul mare al mâinii) și halucele (degetul mare al piciorului) sunt opozabile. Au o coadă lungă (mai lungă decât trunchiul și capul împreună), neprehensilă, prevăzută la vârf cu un smoc de păr lung. Bula timpanică este bine dezvoltată, ca și la lemurieni. Emisferele cerebrale sunt netede, nu acoperă creierul mic, iar lobul olfactiv puțin dezvoltat (creier microsmatic). Formula dentară este 2•1•3•3/1•1•3•3. Măselele superioare sunt treituberculate, iar cele inferioare secodonte. Au două mamele pectorale și două inguinale, uter bicorn, placentă discoidală (ca și la simieni) și caducă. Penisul este lipsit de osul penian. Nasc câte un singur pui. Sunt excelenți agățători și sar de pe o cracă pe alta. Se hrănesc cu insecte și cu reptile mici.  